# Bảo tàng sản xuất bia Tyskie

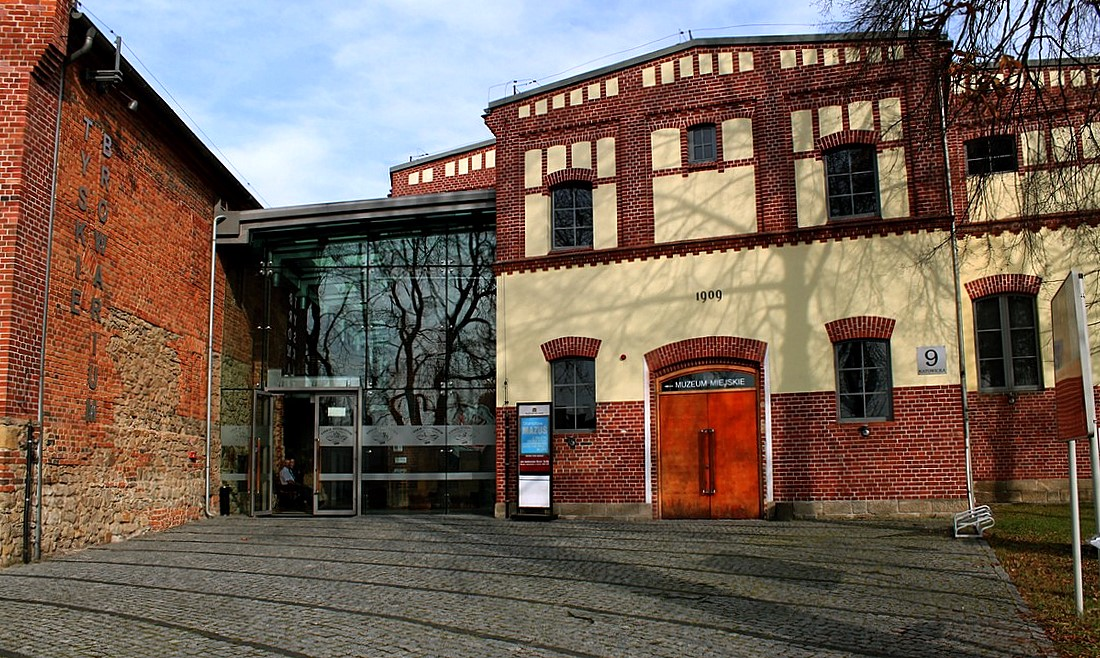

Bảo tàng sản xuất bia Tyskie hay Tyskie Browarium là một bảo tàng ở Tychy ở Silesia, Ba Lan. Nó được thành lập vào năm 2004. Bảo tàng là một điểm neo trên Tuyến di sản công nghiệp châu Âu. Nó là một đối tượng thuộc di sản văn hóa ở Silesia (259/10), và một di tích quốc gia Ba Lan (641660).
Trong một cuộc bỏ phiếu năm 2009, tổ hợp nhà máy bia đã được bình chọn là một trong "Bảy kỳ quan kiến trúc của Voivodeship Silesian ".

## Lịch sử
Bia Tyskie đã được bán từ năm 1629. Nhà máy bia đầu tiên được thành lập bởi Princes of Promnitz, người cư trú trong một tòa lâu đài gần đó ở Pszczyna. Nhà máy bia, sau đó được gọi là "Fürstliche Brauerei ở Tichau", đã sản xuất ba loại bia: mailings, yeast và tableware. Chỉ có bia chất lượng cao được bán, và hai loại còn lại là một khoản trợ cấp bia chủ yếu cho các công nhân sản xuất bia và gia đình của họ.
Vào đầu thế kỷ XIX, nhà máy bia chỉ sản xuất hai loại đồ uống: bia và mạch nha của Bavaria, cả hai đều lên men. Mạch nha của Bavaria với thành phần cổ điển, màu sắc bão hòa là màu nâu, ngọt, calo và ít hoa bia. Tiêu chuẩn là niskoekstraktowe nhẹ, chỉ dành cho tiêu dùng ngay lập tức.
Hoàng tử Jan Henryk XI đã xây dựng lại nhà máy bia năm 1861, ông giới thiệu một động cơ hơi nước. Sản lượng đã tăng lên 100.000 ha mỗi năm, xếp hạng là một nhà máy bia trong số các nhà sản xuất bia lớn nhất ở châu Âu. Nhiều tòa nhà bia ngày nay có từ thời này. Sau khi mở rộng và giới thiệu quá trình lên men đáy, họ bắt đầu sản xuất bia vào tháng 3, được gọi là Tyskie lager, một loại bia tương đối ngắn của Bavaria. Các loại bia đầu tiên nhạt và được bán dưới nhãn hiệu Książęce. Nhà máy bia được điện khí hóa vào năm 1891 và được liên kết với mạng lưới đường sắt vào năm 1894.
Năm 1920, nhà để xe đầu tiên được xây dựng để chứa các xe tải giao hàng. Trong thời kỳ giữa chiến tranh, các thương hiệu nổi tiếng từ Tyskie là Książęce Tyskie Pilsen, Książęce Tyskie Export, Książęce Tyskie full beer và Tyskie Porter. Chiến tranh thế giới thứ hai khiến nhà máy bia gần như bị hủy hoại: nó đã dần hồi phục. Vào đầu những năm 1990, nhà máy bia Tyskie đã nhanh chóng hiện đại hóa và sản lượng đã tăng. Một nhà máy đóng chai và điều phối mới đi vào hoạt động vào tháng 6 năm 1998 và nhà máy bia bắt đầu công việc khôi phục các tòa nhà nhà máy lịch sử, một số trong đó hiện đã được liệt kê. Ngày nay, nhà máy bia Tyskie Gorny Slask được sở hữu bởi Kompania Piwowarska, chính nó là một công ty con của SABMiller thành lập vào Ba Lan vào năm 1999 như là kết quả của việc sáp nhập của SABMiller do nhà máy bia Ba Lan sở hữu, và Lech Brewery Wielkopolski ở Poznań.

## Viện bảo tàng
Một trong những tòa nhà đặc biệt lộng lẫy nhất là nhà máy bia và thiết bị kỹ thuật ban đầu của nó, ban đầu được xây dựng từ năm 1916 đến 1922.